# Охота. Я и военные преступники
«Охота. Я и военные преступники» — книга, написанная бывшим прокурором Международного трибунала ООН по бывшей Югославии и Руанде Карлой дель Понте. По словам дель Понте, она получила информацию, согласно которой 300 не-албанцев были похищены и перемещены в Албанию в 1999 году. Органы похищенных впоследствии были изъяты.

## Обвинения в торговле органами
Согласно книге дель Понте, прокуратура получила информацию от UNMIK о том, что в Косове были похищены около 300 сербов, которые позже были перевезены в лагеря, находящиеся в Албании в районе Кукеса и Тропои. Это произошло летом 1999 года вскоре после того, как в Косово были введены войска НАТО. Органы похищенных затем были изъяты и проданы за рубежом.

## Реакция
Международный трибунал по бывшей Югославии сделал следующее заявление: «Трибуналу известно о тяжких обвинениях в незаконной торговле органами, выдвинутыми бывшим прокурором Карлой дель Понте, которые были высказаны в книге, опубликованной в Италии под её именем. Трибуналу никогда не было предоставлено доказательств этих заявлений».
4 апреля 2008 Human Rights Watch обратилась к премьер-министру Косова Хашиму Тачи и премьер-министру Албании Сали Бериша с просьбой провести расследование под международным контролем. Просьбы HRW были проигнорированы, а обвинения, высказанные дель Понте, были отвергнуты как «необоснованные». 5 мая 2008 года Human Rights Watch сделала заявление, в котором утверждения Карлы дель Понте о продаже органов были названы «серьёзными и заслуживающими доверия». В своём заявлении HRW также призвала Косово и Албанию к сотрудничеству.